# Квернадзе, Михаил Акакиевич
Михаил Акакиевич Квернадзе (6 февраля 1956, Кутаиси, Грузинская ССР, СССР) — советский футболист, вратарь.
Воспитанник школы гороно Кутаиси, тренер К. Абдаладзе. С 1972 года — в составе «Торпедо» Кутаиси, выступавшего в первой лиге. В 1973 году провёл 6 игр в первенстве СССР, 1 апреля провёл игру 1/16 Кубка СССР против ЦСКА (1:2). В 1974—1976 годах был дублёром Отара Габелии, сыграл в первенстве 7 игр. В 1977 году после ухода Габелии в «Динамо» Тбилиси провёл все 38 матчей первенства, пропустил 47 мячей. В 1978 году — дублёр Карло Мчедлидзе. В 1979 году перешёл в московский «Спартак», однако за главную команду не играл. В следующем году оказался в составе ленинградского «Зенита». В начале сезона заменил получившего небольшую травму Александра Ткаченко. В шести матчах чемпионата СССР с Квернадзе в воротах «Зенит» одержал три «сухие» победы, два матча сыграл вничью 2:2 и потерпел поражение 0:2. В 1981 году Квернадзе вернулся в «Торпедо», с которым вышел в высшую лигу, где в следующем сезоне провёл одну игру. Затем выступал в командах второй лиги.